# 캘리포니아 대학교 샌디에이고
캘리포니아 대학교 샌디에이고(University of California, San Diego, 줄여서 UCSD)는 미국 캘리포니아주 라호이아 (샌디에이고 광역권) 소재의 미 서부 최상위권 명문 종합 공립 대학이다. U.S. News & World Report가 발표한 2020 세계 대학 순위에서 15위를 차지했으며, 27명의 노벨상 수상자를 배출한 UCSD는 연구 중심 대학으로 다양한 대학 순위에서 명문으로 평가받는다. 특히 연구에 많이 투자하는 것으로 유명한데, 2016년 기준으로 약 11억 달러를 투자했다--약 한화로 1조 2600억원 정도이다.
1903년 세계에서 바다, 지구 및 대기 과학 연구, 교육, 공공 서비스의 가장 크고, 가장 오래된, 그리고 가장 중요한 센터 중 하나인 스크립스 해양 연구소를 모체로 세워져 10개 (9개의 대학교와 1개의 전문대학원)로 구성된 세계 최대이며 세계 최고 수준의 연구 및 교육을 제공하는 캘리포니아 대학교 (University of California) 중 하나의 대학교로서 미국 캘리포니아주 남부의 세계적 관광 및 휴양 도시로 잘 알려진 샌디에이고에 설립되었다. 이 대학이 위치한 샌디에이고 시의 발전과 함께 과학 분야를 중심으로 괄목할 성장을 이어 가고 있으며, 27명의 노벨상 수상자를 배출해 낸 세계적인 대학이다. 연 4조원 규모의 운영예산과 더불어 미국 연방정부 및 국방부 그리고 여러 세계적 연구소들과 기업들 (예: Qualcomm 등등)의 지속적인 연구지원금(2014년도 1조 1천억원 이상)에 힘입어 경제학, 컴퓨터공학, 생명공학, 생물학, 화학, 물리학, 우주항공, 해양연구, 기후연구, 등등 상경학, 공학, 자연과학, 사회과학 모든 분야에서 세계적으로 우수한 교육을 제공하며 특히 생물, 생명공학, 해양학 관련 분야는 세계 최고이다.
이 대학은 캘리포니아 정보통신기관과 샌디에이고 슈퍼컴퓨터 센터, 스크립스 해양 연구소, UCSD 병원 및 의료센터, 사크 생물 연구소 등을 운영하고 있다.
캘리포니아 대학교 샌디에이고의 단점은 대학원 과정에서 학교 자체의 로스쿨이 존재하지 않는다는 것이다. 대학 평가에 있어 의과전문대학원과 법학전문대학원의 소유 및 운영 여부가 랭킹을 결정하는데에 중요한 요소 중 하나라는 사실을 고려했을 때, 아쉬운 부분이 아닐 수 없다.
캘리포니아 대학교 샌디에이고의 스포츠 팀은 얼마전까지만 해도 대부분이 NCAA 2부 리그에 속해 있었다. 이는 학문적 명성에 비하여 스포츠 쪽에서는 상당한 약세를 보이고 있는 것이다.

## 역사

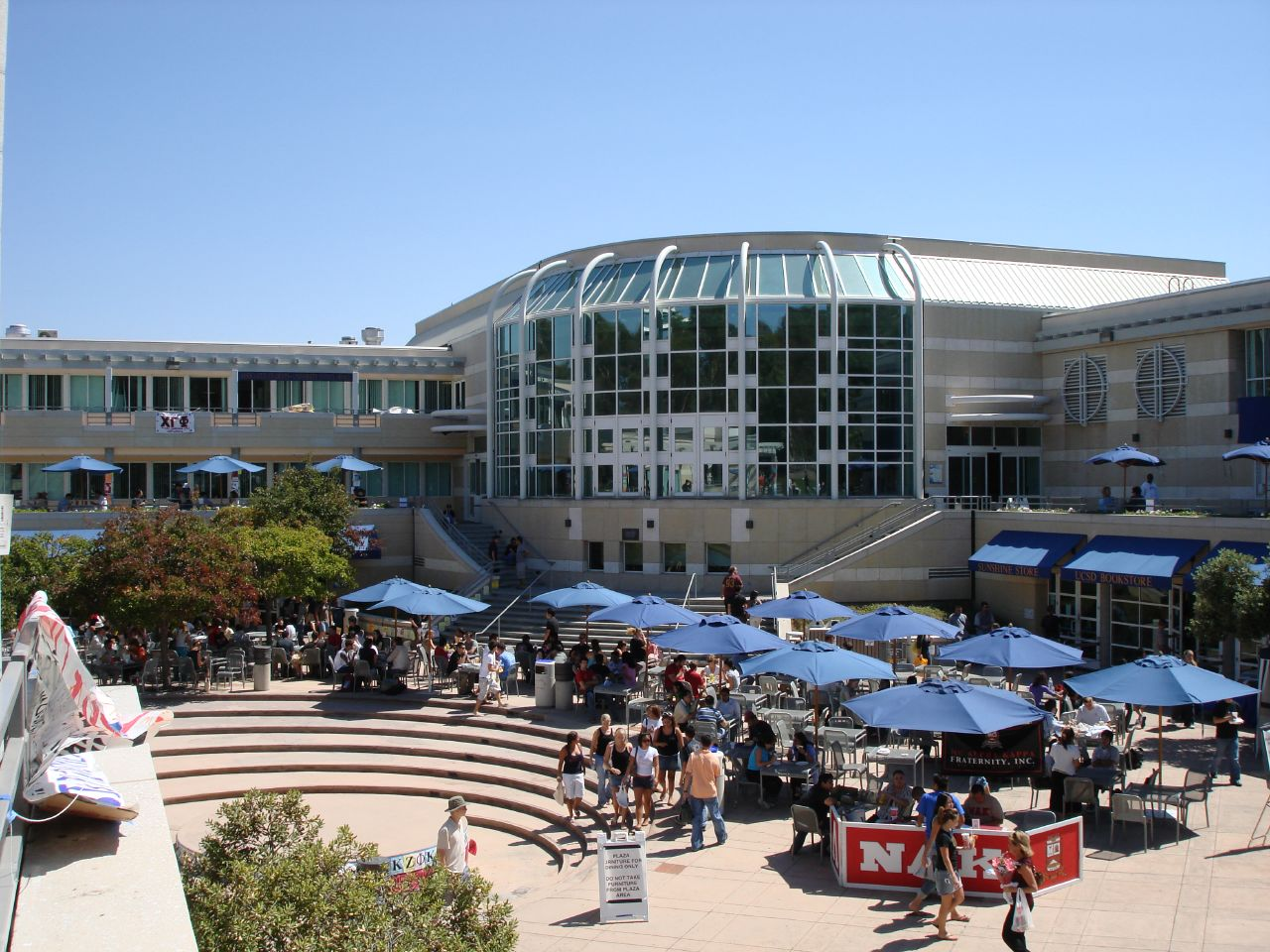
프라이스 (Price) 센터

### 설립

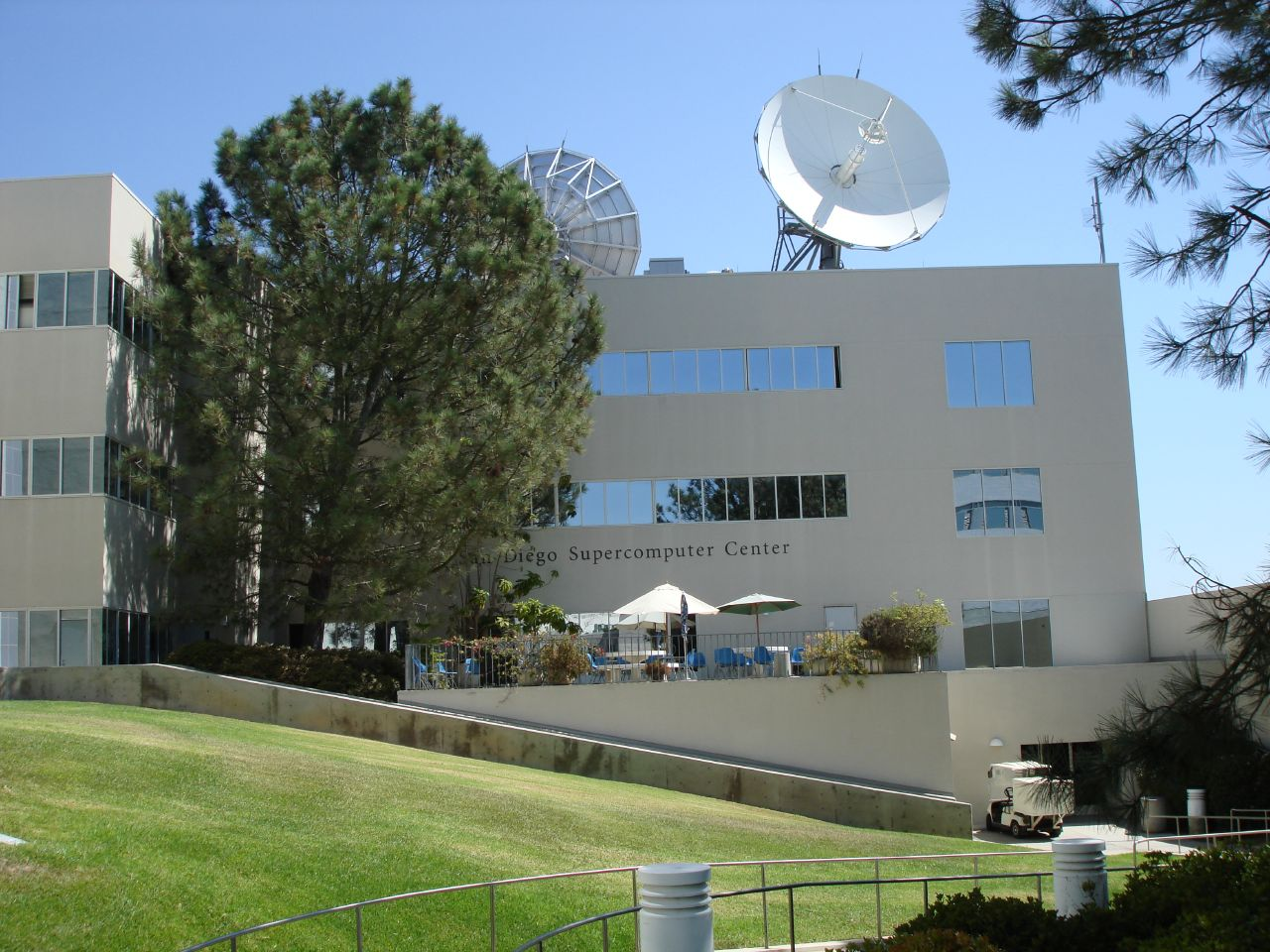
슈퍼컴퓨터 센터

캘리포니아 대학교 샌디에이고 (UC San Diego, UCSD)는 1903년에 세워진 스크립스 해양 연구소를 모체로 하여 발전되었다. 캘리포니아 대학교 버클리의 동물학자인 William Ritter와 샌디에이고의 시민단체에 의하여 해양 관련 분야를 연구하기 좋은 위치인 라호이아(La Jolla)에 해양 연구소가 설립되었다. 그리하여 미국내 최초로 해양학 전문 연구소가 세워졌고 후에 스크립스 해양연구소로 이름지어졌다. 1912년 스크립스 해양연구소는 캘리포니아 대학교(University of California)로 속해졌고 연구 분야를 물리, 화학, 지질학, 생물학 그리고 세계기후학 분야로 넓혀나갔다.

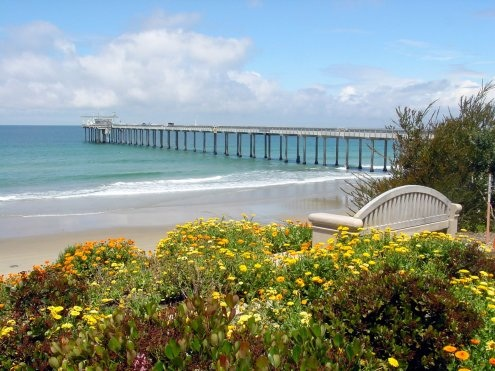
스크립스 연구소의 부두가, 이 대학교가 부두와 해안가를 소유하고 있다.

### 발전
캘리포니아 대학교 시스템이 1956년 이 지역에 대학 건립을 결정하면서 이 대학은 큰 변화를 맞게 된다. 이는 스크립스 해양 연구소를 모체로 캘리포니아 공과대학교 (California Institute of Technology, CalTech)와 동등한 연구대학을 세우기 위함이었다. 그래서 1964년 로저 르벨 대학(Roger Revelle College)가 세워졌다. 그 후, 미국 연방정부, 캘리포니아 주정부와 샌디에이고 시의 전폭적인 지원으로 캠퍼스는 계속 확장 발전 되었다. 이 대학은 성장 과정에서 영국의 최고 명문 두 대학인 옥스브리지 학풍을 따르게 된다.
1967년 두 번째 대학인 존 뮤어 대학(John Muir College), 1970년 써굿 마샬 대학(Thurgood Marshall College)이, 1974년 얼 워런 대학(Earl Warren College), 1988년 어너 루즈벨트 대학(Eleanor Roosevelt College), 2002년 식스스 대학(Sixth College)이 2019년에는 세븐스(Seventh)가 세워져 현재 7개 대학이 이 대학의 본체를 이루고 있다.
1950년대 과학분야의 급속한 발전에 힘입어, 과학과 엔지니어링 분야의 대학원 중심의 학교로 계획되었다. 처음 이러한 계획은 SIO의 책임자(director) 로저 르벨(Roger Revelle)에 의하여 더 구체적으로 발전해 나갔다. 1959년 캘리포니아 대학 운영진에 의하여 처음으로 캘리포니아 대학교 라호야로 승인 받았다.
1960년 학교는 다시 현재의 이름으로 다시 명명되었고, 처음으로 대학원 과정의 입학이 이루어졌다. 학부 과정의 첫 입학은 1964년에 처음 이루어졌다.
1980년에서 1996년까지 학장을 지낸 리처드 앳킨슨의 노력으로 대학과 커뮤니티 그리고 사업체(예: Qualcomm 등등)간에 연결을 긴밀하게 확장해나갔다. 그리하여 보다 기술집약적 고등교육에 박차를 가하게 되었으며, 연구비 지출과 동문기금 그리고 사업비가 크게 증가하였고 현재에 이르고있다.

## 구성

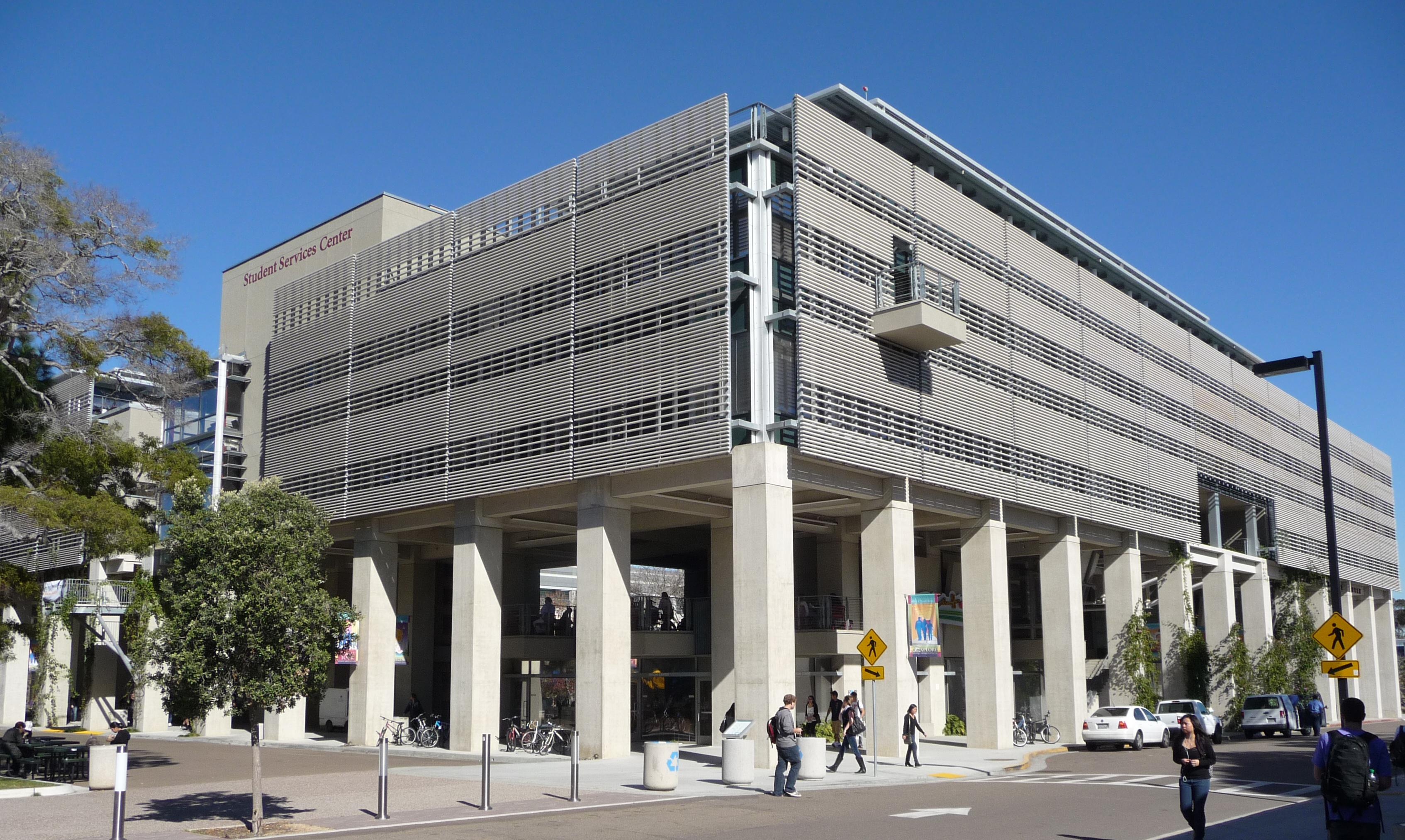
학생 서비스 센터

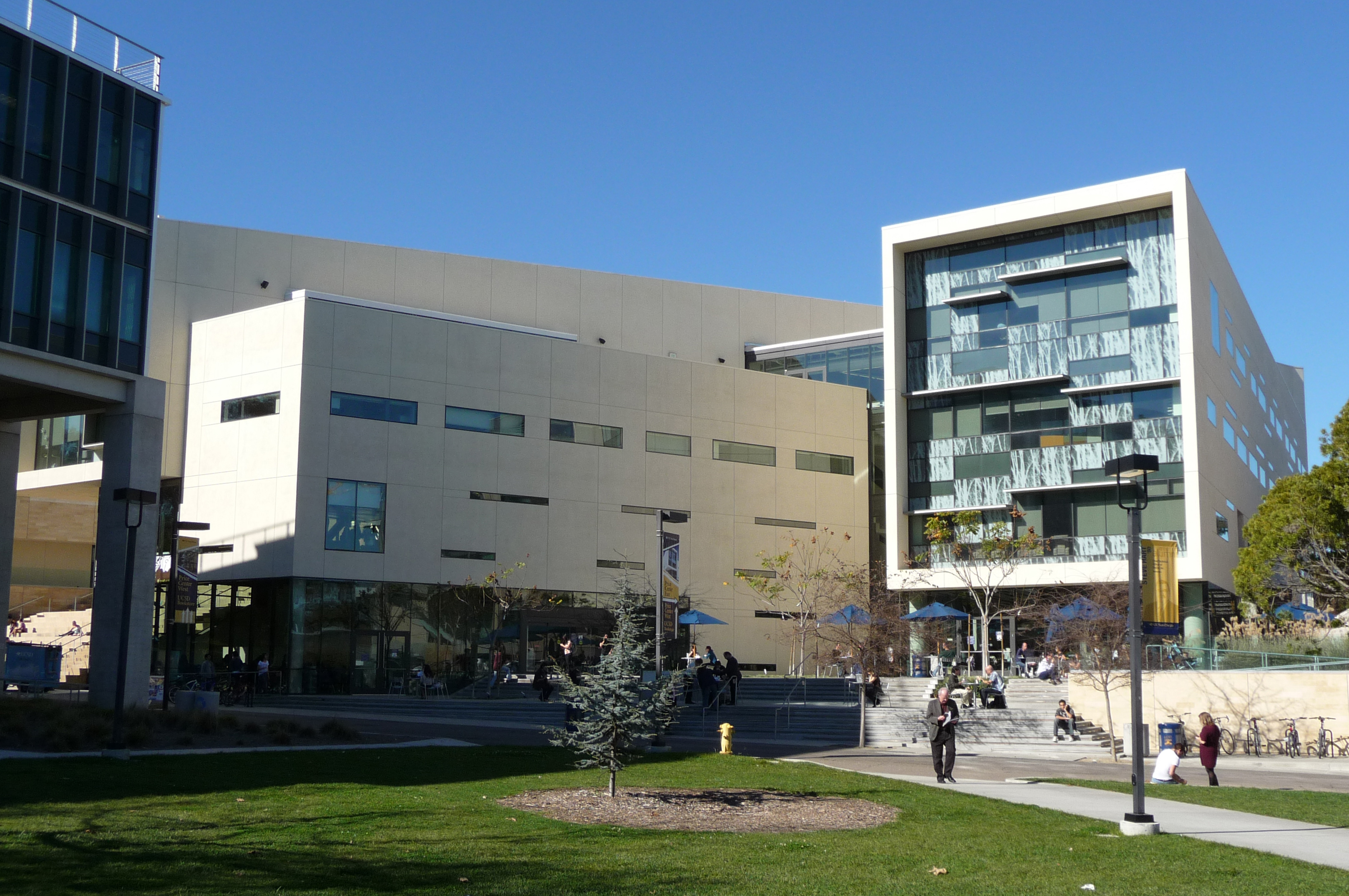
프라이스 (Price) 센터.

학부 대학은 영국 옥스퍼드와 케임브리지 대학교의 구성을 본떠서 만들어졌다. 각각의 대학마다 고유의 캠퍼스를 지니고, 각각의 대학마다 졸업을 위한 고유의 필수교육과정과 고급영어과정을 요구한다.
독특하고 중요한 시스템인 Residential College 시스템은 총 7개의 대학 캠퍼스로 이루어져있으며, 각각의 대학은 그 특성과 요구 수강과목이 다르다. 학부 학생들은 소속 대학에 상관없이 어느 전공이나 선택이 가능하며 총 114개의 학과를 제공한다.
캘리포니아 대학교 샌디에이고 내의 7개 캠퍼스는 아래와 같다.
- 르벨 (Revelle)
- 존 뮤어 (John Muir)
- 써굿 마셜 (Thurgood Marshall)
- 얼 워런 (Earl Warren)
- 엘리너 루즈벨트 (Eleanor Roosevelt)
- 식스스 (Sixth)
- 세븐스 (Seventh)

## 학교 현황

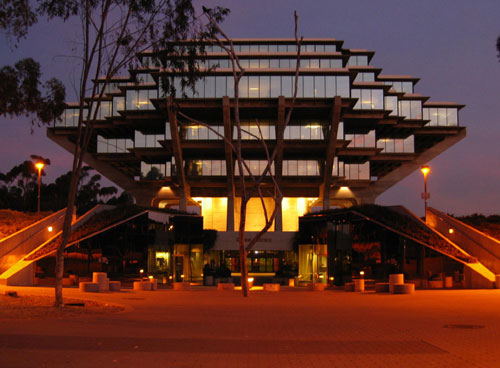
가이젤(Geisel) 도서관

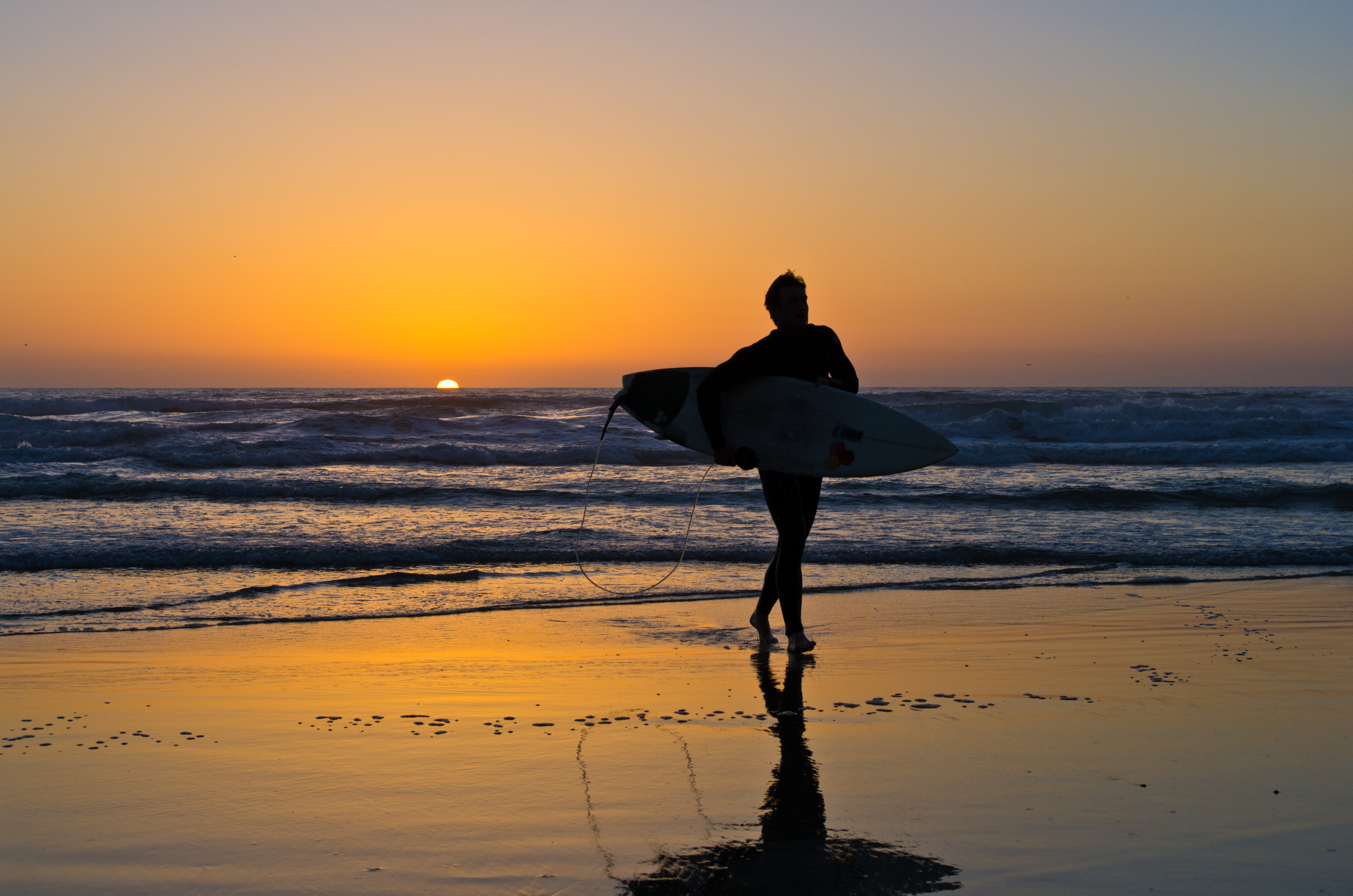
대학 주변에는 해변이 많으며 서핑이 학생의 주된 스포츠이다.

### 주요 연구
- 지구 온난화[14]
- UCSD 파스칼 (프로그래밍 언어)[15][16][17]
- 해양생물학
- 해양군사기술
- 정보통신기술
- 슈퍼컴퓨터
- 지진연구
- 도시계획 및 설계

### 순위
캘리포니아 대학교 샌디에이고 (UC San Diego)는 총 16명의 교수진이 노벨상 수상 경력이 있으며 총 27명의 노벨상 수상자들이 이 학교와 관련이 있다. 10개의 UC계열 학교 중 캘리포니아 대학교 샌디에이고 (UC San Diego)만이 유일하게 노벨상의 5 부문 경제학상, 의학상, 물리학상, 화학상, 평화상까지 모두를 수상 하였으며, 이 대학의 라이너스 폴링 교수는 노벨상을 2회 수상하였다. 이러한 기록은 세계 어느 대학에서도 찾아 보기 어려운 사례이다.
노벨상의 양적 수상 경력에 있어서는 10개의 UC계열 학교 중 버클리(UC Berkeley)에 이어 샌디에이고(UC San Diego)가 두번째로 다수를 차지하고 있다.
캘리포니아 대학교 샌디에이고 (UC San Diego)는 수학계의 노벨상이라 할 수 있는 '필즈 메달' 수상자 2명도 배출했다.
이 외에, 미국대통령상, 퓰리쳐상, 맥아더펠로우상, 쿄토상, 울프상, 토니상, 아카데미상 등등의 권위와 명예를 인정 받는 상들의 수상자들도 다수 배출했다.
현재 발표된 캘리포니아 대학교 샌디에이고 (UC San Diego, UCSD)의 순위는 다음과 같다.
전미 종합 순위
- Washington Monthly’s College Guide --- 1위 (2010년 ~ 2014년, 5년 연속 1위)

- National Science Foundation (NSF)in Research Funding --- 5위

- Graham-Diamond --- 8위

세계 종합 순위
- Academic Ranking of World Universities (ARWU) --- 세계 14위
- U.S. News & World Report Best Global Universities Rankings--- 세계 15위

### 입학 현황
2014년 73,454명의 지원자를 받아 33.4%만이 합격하였고 평균 GPA는 4.13, SAT는 2018점, ACT는 30점으로 주립대중 최고 수준이다. 이는 UCLA 신입생 입학 평균점수와 비슷하다.
이 학교 지원자는 캘리포니아 대학교 버클리, 스탠퍼드 대학교, 하버드 대학교에 동시 지원하는 경우가 많다고 한다.

## 캠퍼스와 학생 구성
해안가와 숲, 구릉 등 다양한 자연환경에 위치하며, 미국에서 가장 소득이 높고 살기 좋은 샌디에이고의 태평양 연안의 해변 라호야에 위치해있다.
일년내내 맑고 온화하며, 춥거나 덥지 않다.
이 대학의 상징물은 Geisel 도서관과 Sun God이며 다양한 건물과 신식 건축양식으로 유명하다.
7개의 대학으로 이루어져있다. 761개의 건물동이 있다. 다음은 대학 목록과 전경이다.
- 르벨 (Revelle) - 1964년 설립, "르네상스" 교육. 인본주의와 역사, 문학, 철학의 결합.
- 존 뮤어 (John Muir) - 1967년 설립. 자기충족과 개인선택의 영혼. 자유로운 필수과목 요구치
- 써굿 마셜 (Thurgood Marshall) - 1970년 설립. 개인의 사회적 역할에 따른 장학-사회적 책임과 진보적 교육.
- 얼 워런 (Earl Warren) - 1974년 설립. 전공 과목에 집중. 균형있는 삶의 추구.
- 엘리너 루즈벨트 (Elanor Roosevelt) - 1988년 설립. 다문화의 중요성과 현대 세계. 외국어 과목을 요구하고 해외연수를 지원한다.
- 식스스 (Sixth) - 2002년 설립. 예술문화와 과학기술안에서의 역사와 철학의 접목.
- 세븐스(Seventh) - 2019년 설립. 글로벌 문제에 접근하는 데 필요한 지식과 기술을 제공.

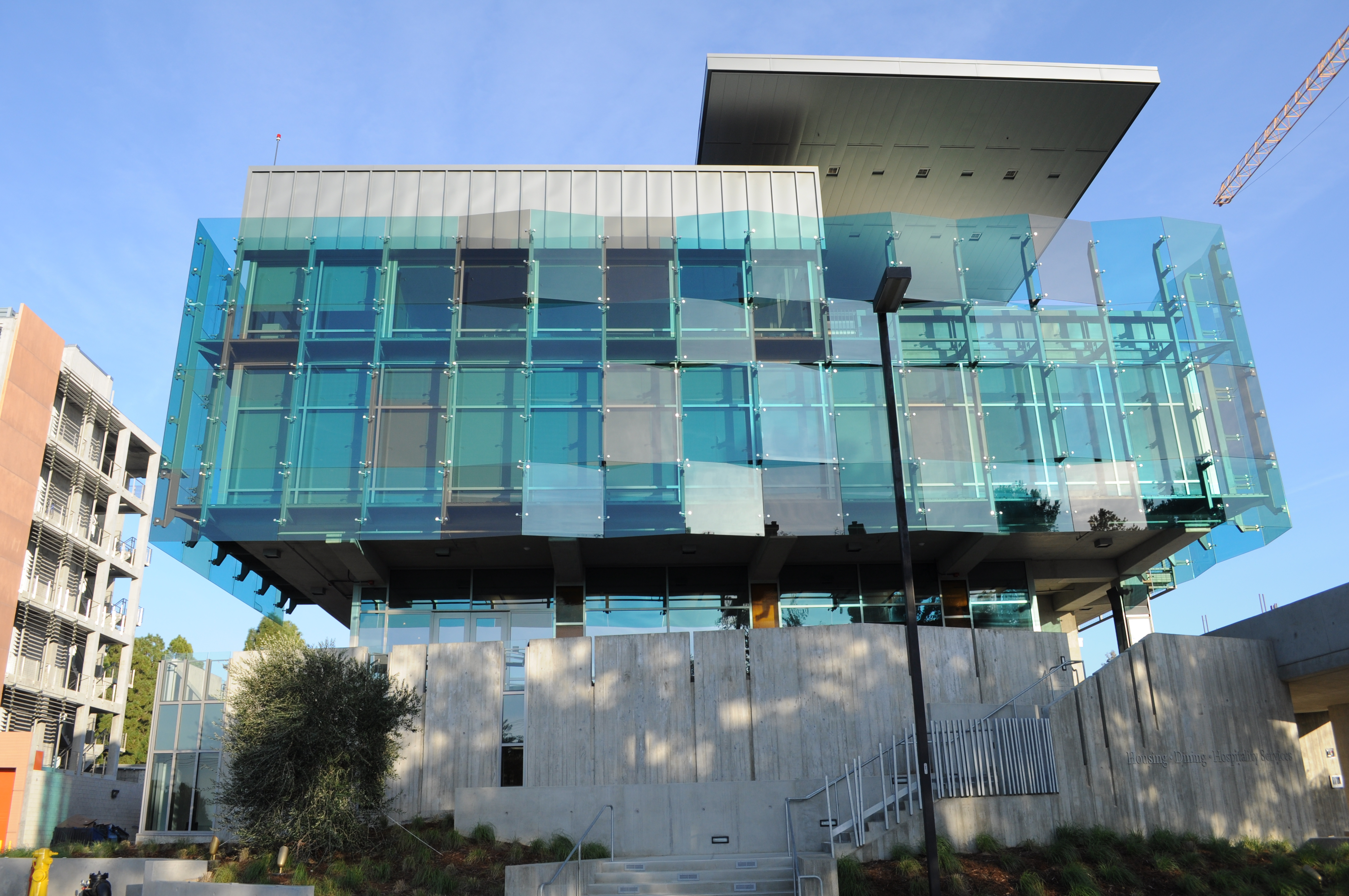
Revelle 대학
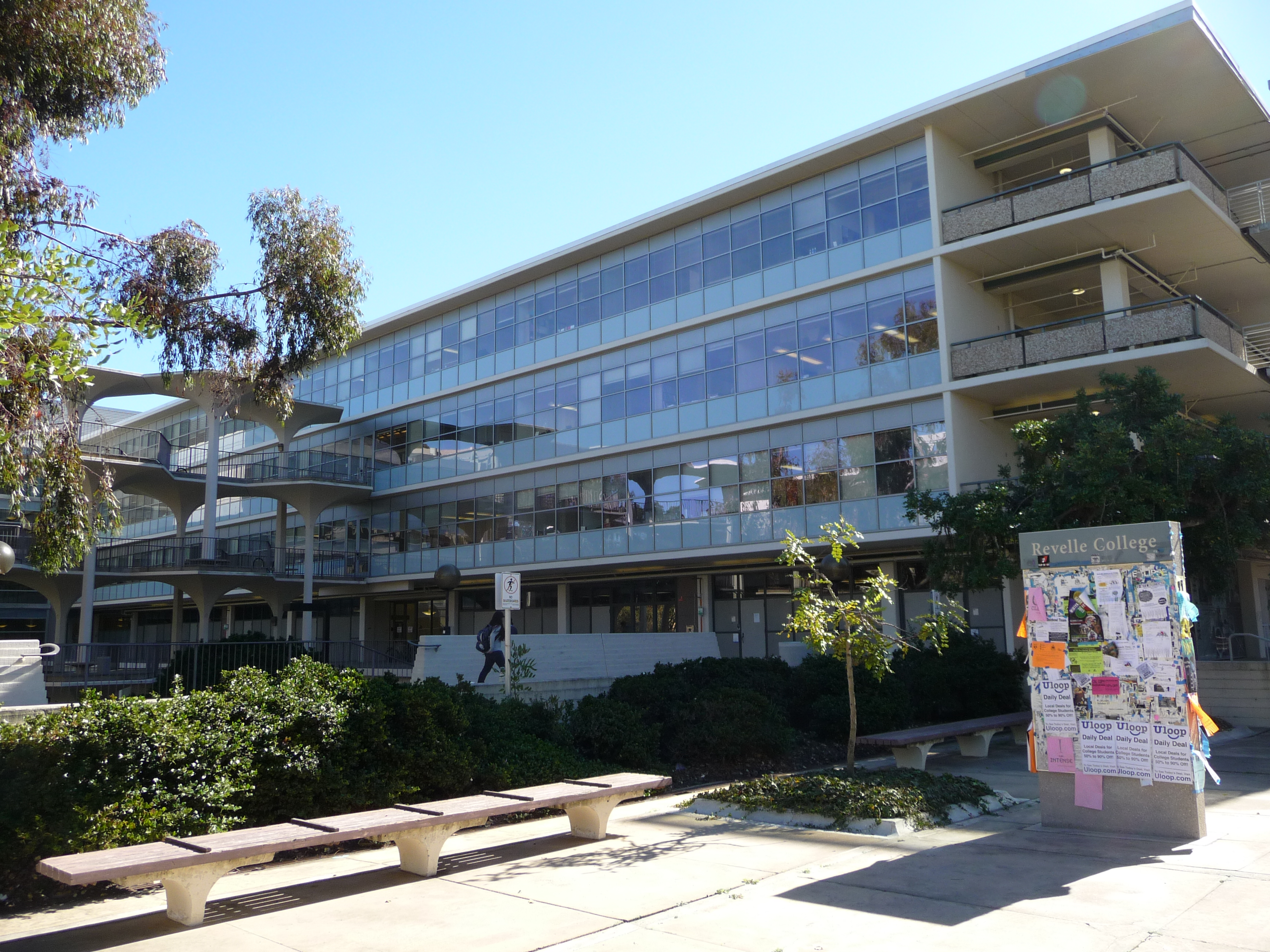
Revelle 대학
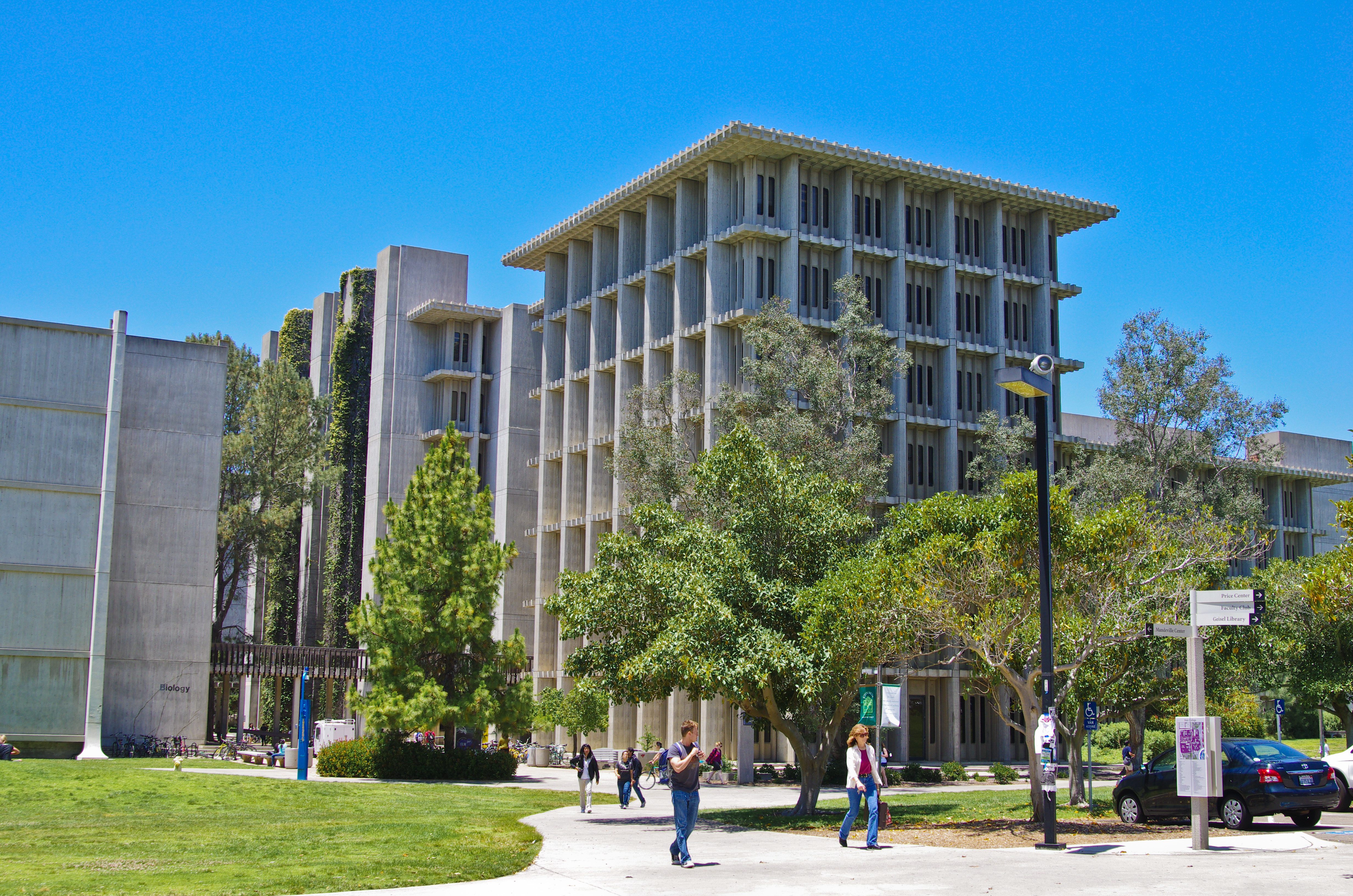
John Muir 대학
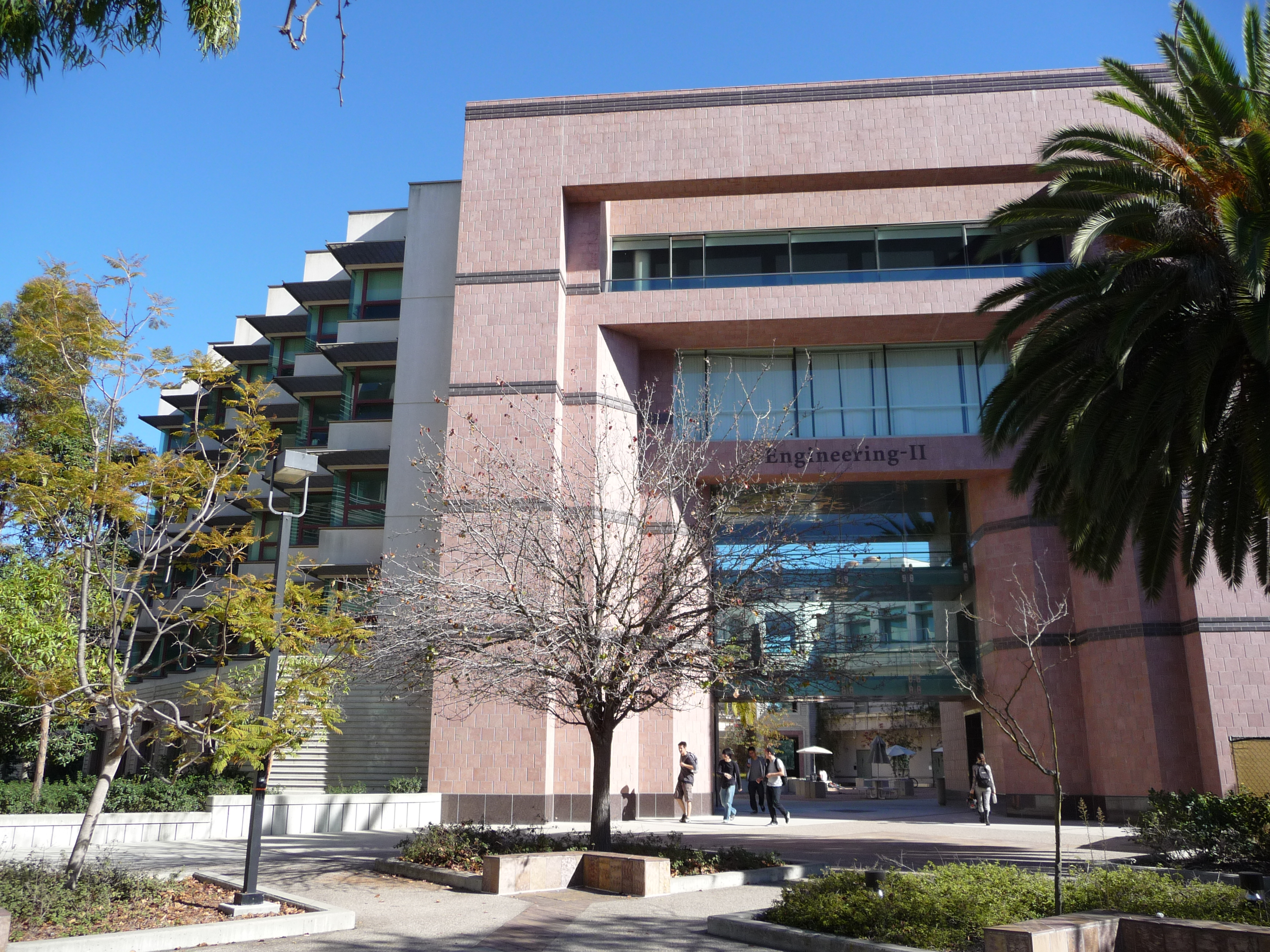
Earl Warren 대학
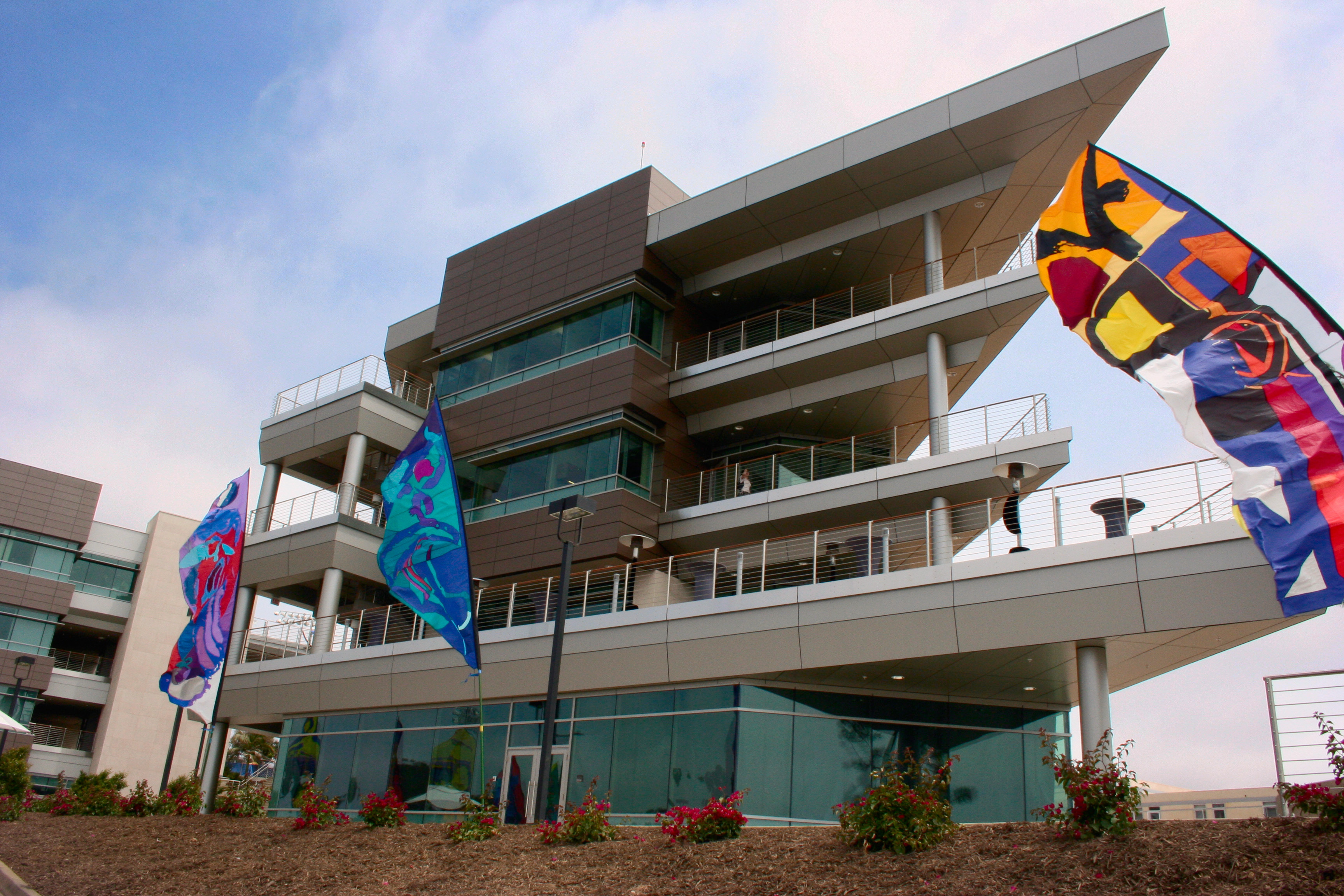
E. Roosevelt 대학의 Rady 경영 대학원
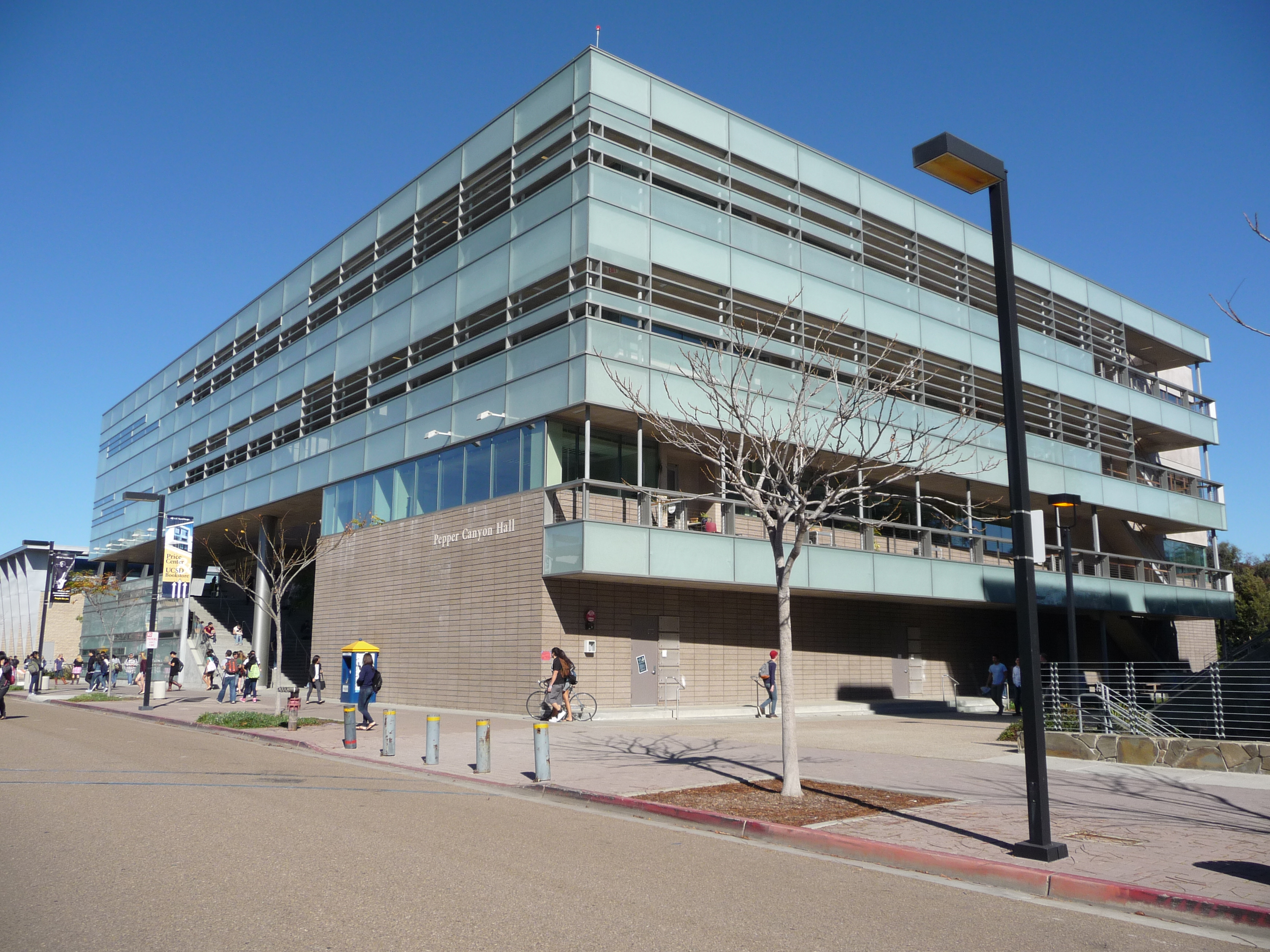
Sixth 대학

## 저명한 동문
캘리포니아 대학교 샌디에이고에는 브루스 보이틀러, 도네가와 스스무를 포함한 27명의 노벨상 수상자, National Medals of Science 수상자 8명, 8명의 맥아더 펠로우십, 2명의 필즈상 수상자, 29명의 National Academy of Engineering 회원, 크레이그 벤터, 할레드 호세이니 등이 있다.